# 30P/Райнмута
Комета Райнмута 1 (30P/Reinmuth) — короткопериодическая комета из семейства Юпитера, которая была открыта 22 февраля 1928 года немецким астрономом Карлом Вильгельмом Рейнмутом в Гейдельбергской обсерватории, когда она медленно двигалась по созвездию Рака. Он описал её как диффузный объект 12,0 m. Комета обладает довольно коротким периодом обращения вокруг Солнца — чуть более 7,3 года.

Орбита кометы Райнмута 1 и её положение в Солнечной системе

## История наблюдений
Первые расчёты орбиты кометы основывались на очень коротком периоде наблюдений и потому отличались большой неточностью, в частности они давали период обращения в 25 лет. Позже период сократился до 7 лет, что дало повод говорить о данной комете как о возвращении, ранее потерянной, кометы Тэйлора, но это предположение было опровергнуто расчётами Жоржа ван Бисбрука.
Появление кометы в 1928 году стало наиболее удачным за всё время её наблюдений: в момент открытия и в течение нескольких последующих дней астрономы сообщали о магнитуде около 12,0 m. Возвращение 1935 года было не столь благоприятным, — комета достигла только 15,0 m величины. Близкое сближение с Юпитером в 1937 году привело к некоторому увеличению расстояния перигелия, которого оказалось достаточно, что в 1942 году астрономы так и не смогли её обнаружить. 

## Сближение с планетами
В XX веке кометы испытало одно тесное сближение с Землёй и целых четыре — с Юпитером. В первой половине XXI века ожидается два сближения с Землёй и одно с Юпитером.
- 0,49 а. е. от Юпитера 4 июня 1902 года;
  - уменьшение расстояния перигелия с 1,94 а. е. до 1,87 а. е.;
  - уменьшение орбитального периода с 7,40 до 7,25 года;
- 0,88 а. е. от Земли 6 февраля 1928 года (способствовало открытию кометы);
- 0,70 а. е. от Юпитера 14 июня 1937 года;
  - увеличение расстояния перигелия с 1,86 а. е. до 2,03 а. е.;
  - увеличение орбитальный период с 7,23 до 7,66 года;
- 0,64 а. е. от Юпитера 26 октября 1961 года;
  - уменьшение расстояния перигелия от 2,03 а. е. до 1,98 а. е.;
  - уменьшение орбитального периода с 7,66 до 7,60 лет;
- 0,98 а. е. от Юпитера 24 июня 1986 года;
  - уменьшение расстояния перигелия от 1,98 а. е. до 1,87 а. е.;
  - уменьшение орбитального периода с 7,59 до 7,29 года;
- 0,98 а. е. с Земли 22 февраля 2003 года;
- 0,52 а. е. от Юпитера 28 ноября 2020 года;
  - уменьшение расстояния перигелия от 1,88 а. е. до 1,81 а. е.;
  - уменьшение орбитального периода с 7,32 до 7,22 года;
- 0,83 а. е. с Земли 25 января 2039 года.